# 나로도
나로도(羅老島)는 대한민국 전라남도 고흥군 동일면과 봉래면에 있는 남단의 섬들로, 동일면의 내나로도(內羅老島)와 봉래면의 외나로도(外羅老島)로 이루어져 있다.

## 나로우주센터
외나로도에는 대한민국 최초의 우주센터인 나로우주센터가 있다.